# Zulu Dawn
Zulu Dawn è un film del 1979 diretto da Douglas Hickox.
Colossal che narra nel dettaglio gli antefatti e lo svolgimento della storica battaglia di Isandlwana, durante la guerra anglo-zulu.

## Trama

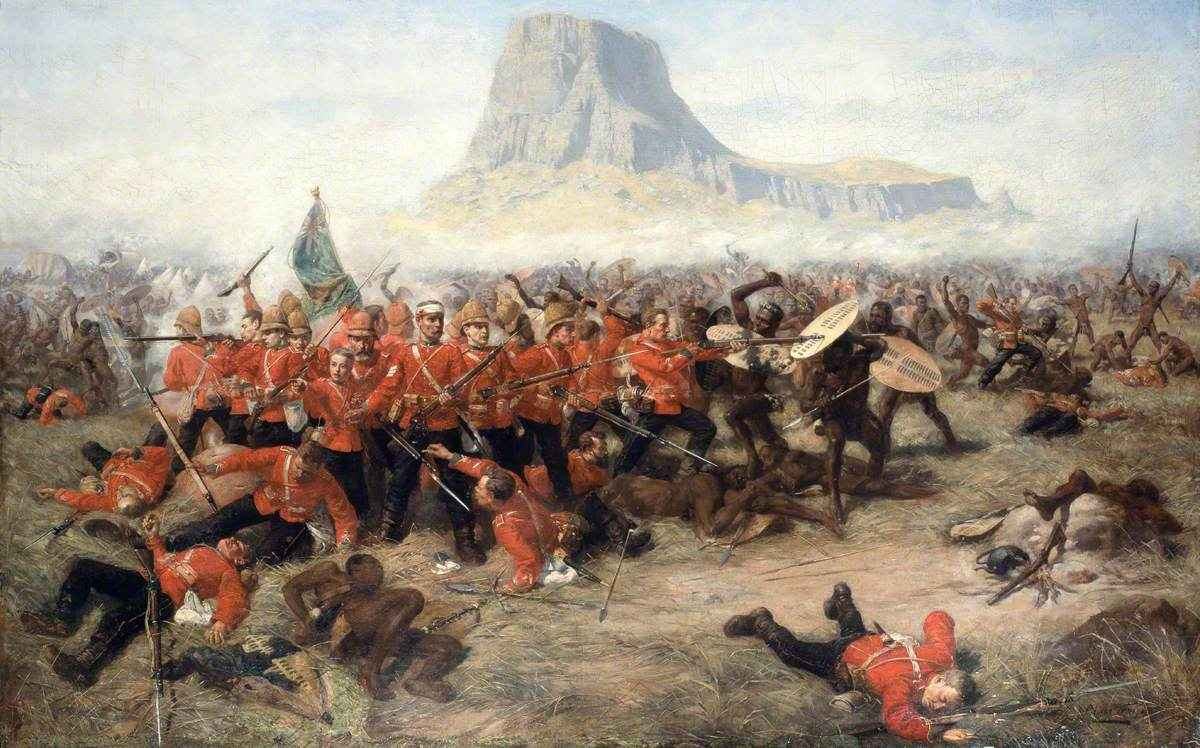
L'ultima resistenza a Isandlwana (Charles Edwin Fripp)

Gennaio 1879 nel Sudafrica Inglese, nella Colonia del Natal. Gli amministratori e i funzionari di Cape Colony, in particolare l'arrogante Lord Chelmsford e l'intrigante Sir Henry Bartle Frere, vogliono schiacciare il vicino impero Zulu, che viene percepito come una minaccia per l'economia industriale emergente locale. Bartle Frere emette un ultimatum impossibile al re Zulu, Cetshwayo, chiedendo di sciogliere l'Impero Zulu. Cetshwayo rifiuta, fornendo a Cape Colony un pretesto per invadere lo Zulu-land. Nonostante le obiezioni dei principali membri dell'alta società di Cape Colony e della stessa Gran Bretagna, Bartle Frere autorizza Lord Chelmsford a condurre una forza di invasione britannica a Zululand.
L'esercito britannico, carico di una immensa rete di carri di approvvigionamento, invade Zululand e si spinge in direzione di Ulundi, capitale dell'impero Zulu. Le forze britanniche, desiderose di combattere una grande battaglia in cui possano scatenare la loro tecnologia militare all'avanguardia contro il vasto esercito Zulu, diventano sempre più frustrate perché l'esercito principale Zulu rifiuta lo scontro diretto e il combattimento è limitato a qualche piccolo scontro tra esploratori britannici e Zulu. Preoccupate che le loro linee di approvvigionamento stiano diventando troppo lunghe e che l'esercito principale Zulu sia ancora in giro, le truppe britanniche iniziano a torturare guerrieri Zulu prigionieri per apprendere la posizione e le tattiche dell'esercito Zulu. A metà strada da Ulundi, Chelmsford fa fermare il suo esercito alla base del monte Isandlwana, ignorando il consiglio degli assistenti Boeri di trincerare il campo e di creare un perimetro difensivo usando i carri di approvvigionamento, lasciando così pericolosamente esposto il campo. Durante la notte, il colonnello Durnford con una scorta di cinquanta cavalieri Basotho si avvicinano al campo. Chelmsford allora ordina a Durnford di tornare alla sua unità, portando i cavalieri immediatamente al campo per rafforzare il colonnello Pulleine. Il tenente Vereker si unisce a Durnford come aiutante di campo.
Seguendo un'informazione sbagliata, Chelmsford conduce la metà dell'esercito britannico, tra cui le migliori unità di fanteria, cavalleria e artiglieria, in una ricerca lontana dal campo, cercando un fantomatico esercito Zulu. Il giorno della battaglia, Durnford e le sue truppe arrivano alle 11:00 presso il campo di Isandlwana. Nel frattempo, i prigionieri Zulu fuggono dai loro torturatori e si raggruppano con l'esercito Zulu, informandoli sulla direzione e la forza dell'esercito britannico. Dopo aver pranzato con il colonnello Pulleine e il tenente Vereker, Durnford decide rapidamente di mandare Vereker a esplorare le colline. Durnford poi decide di prendere il comando anche fuori dal campo, e esplora le colline di iNyoni.
Circa sei chilometri e mezzo a est del campo gli uomini di Shepstone avvistano una mandria di bestiame condotta da alcuni zulu, che subito cercano riparo dietro una piega del terreno; il tenente Raw e alcuni uomini dell'NNH si lanciano al loro inseguimento, ma non appena arrivano sul ciglio della piega si bloccano: davanti a loro si apre la profonda vallata del fiume Ngwebeni, occupata non da una forza secondaria zulu ma dai 20.000 guerrieri dell'impi principale. Il tenente Vereker invia il tenente Raw ad avvisare il campo dell'attacco imminente.
Quando l'imponente esercito Zulu scende sul campo, la cavalleria di Durnford si ritira in un donga, cercando di fermare l'avanzata degli Zulu. Respinti, gli inglesi subiscono pesanti perdite, tra cui la batteria dei razzi Hale, che è distrutta dagli Zulu. Inizialmente, la fanteria britannica riesce a difendere il campo tramite prolungate sparatorie e le forze Zulu si ritirano sotto una grandine di fuoco d'artiglieria. Le unità britanniche che difendono il campo stanno diventando sempre più preoccupati, come vedono che le forze Zulu che si muovono lungo i lati della montagna per accerchiare il campo. Mentre i fanti inglesi iniziano a esaurire le munizioni a causa della distribuzione incompetente del quartiermastro e la cavalleria britannica si ritira verso l'accampamento, i guerrieri Zulu attaccano in massa le truppe britanniche, riuscendo a rompere le linee britanniche a prezzo di gravi perdite.
Mentre le truppe britanniche rompono le linee e fuggono verso il campo, la battaglia si divide in combattimenti corpo a corpo tra soldati britannici e guerrieri Zulù, tra le spoglie di tende, soldati caduti e carri di approvvigionamento. Soprafatti dalla grande massa di guerrieri Zulu, i soldati inglesi e i loro alleati africani vengono massacrati nel campo, alcuni vengono uccisi mentre cercano di fuggire verso il Natal. Durante gli ultimi momenti della battaglia, il comandante del campo, il colonnello Pulleine, affida la bandiera del 24 ° Reggimento britannico a due ufficiali minori, i tenenti Melvill e Coghill (a cui poi si unisce Vereker), che cercano di portarla in sicurezza nel Natal, osservando scene sconcertanti, poiché i guerrieri Zulu cercano i fanti britannici e africani che tentano di fuggire attraverso il fiume.
Dopo che attraversano il fiume Buffalo, Melvill e Coghill vengono accerchiati e uccisi dagli Zulu, con conseguente cattura della bandiera. Pur essendo ferito, forse mortalmente, Vereker spara e uccide lo Zulu che porta la bandiera, la quale cade nel fiume, dove viene portata a riva dalla corrente.
La sera, Chelmsford e il resto dell'esercito britannico ritornano a Isandlwana, per essere accolti dalla vista dei loro compagni macellati, e la notizia che un esercito di Zulu ha invaso il Natal e ha assalito Rorke's Drift. Il film finisce con i guerrieri Zulu che in una processione di esclamazioni vittoriose, trascinano l'artiglieria britannica catturata a Ulundi.

## Storia
Dopo il massacro dell'armata britannica, seguì la difesa di Rorke's Drift, ampiamente descritta nel film Zulu del 1964, con Stanley Baker e Michael Caine.

## Dvd
Il primo DVD era di cattiva qualità. Nel 2022, il film è stato rimasterizzato in HD.